# 新潟県道478号平石西ノ裏線
新潟県道478号平石西ノ裏線（にいがたけんどう478ごう ひらいしにしのうらせん）は、新潟県南魚沼市内を通る一般県道である。

## 概要

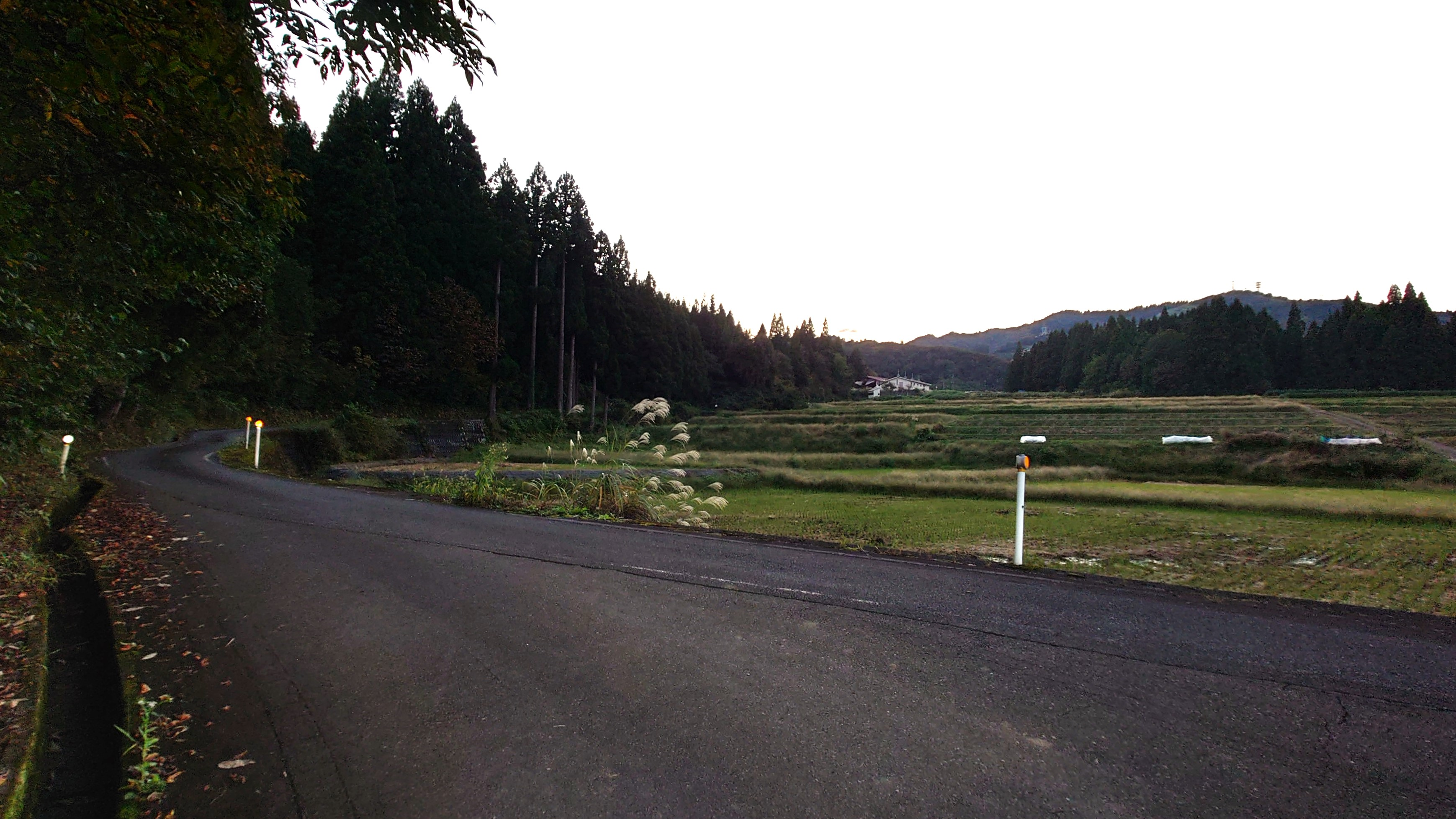
新潟県道478号小栗山地内

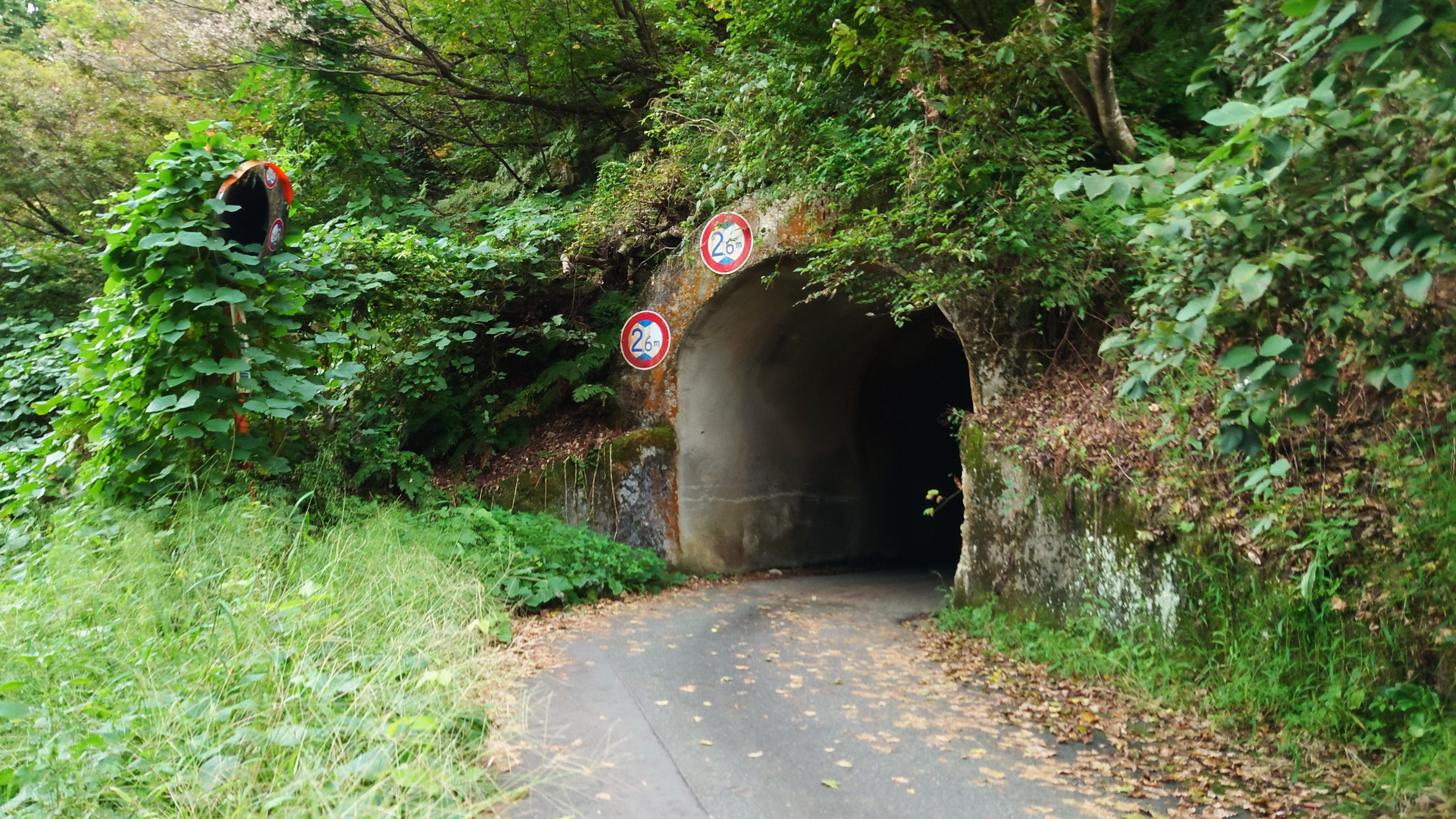
新潟県道478号柳沢隧道

魚野川左岸魚沼丘陵よりお松の池近傍を通りつつ標高を下げながら市内旧六日町宿へ至る路線。
お松の池と新潟県道124号線との間には柳沢隧道を有し、柳沢隧道の前後区間は車線幅2m程度、最大斜度20％程度の狭隘かつ急勾配区間となる。同時にこの区間は冬季閉鎖規制が敷かれている。
新潟県道124号より終点の新潟県道434号との間は片側1車線と歩道が整備されており、通年通行が担保され街路として活用されている。

### 路線データ
- 起点：新潟県南魚沼市余川字野際（新潟県道560号田沢小栗山線交点）
- 終点：新潟県南魚沼市六日町字西裏（新潟県道434号大月六日町線交点）

## 地理

### 通過する自治体
- 新潟県南魚沼市

### 接続する道路
- 新潟県道560号田沢小栗山線（ほくほく街道・旧国道253号）
- 国道17号（六日町バイパス）
- 新潟県道124号余川塩沢停車場線
- 国道17号（現道）
- 新潟県道434号大月六日町線（三国街道・清水街道）